# Tótila Albert Schneider

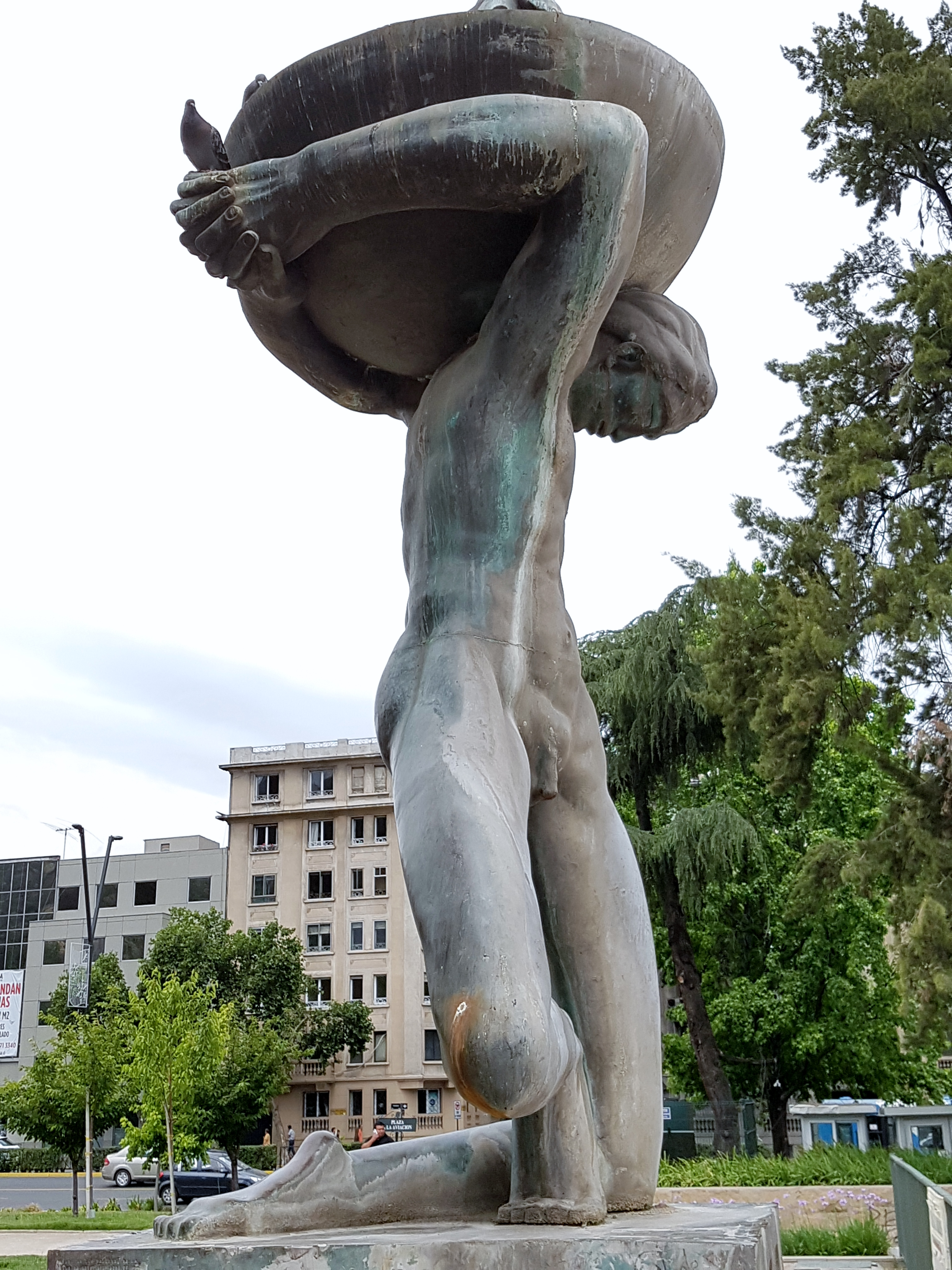
Denkmal für Rodó am Balmaceda Park in Santiago de Chile

Tótila Albert Schneider (* 30. November 1892 in Santiago de Chile; † 27. September 1967 ebenda) war ein chilenisch-deutscher Bildhauer und Dichter der Generation der 28er, einer Gruppe avantgardistischer chilenischer Künstler, die von der Montparnasse-Gruppe beeinflusst waren. Seine Originalität manifestierte sich in seinen skulpturalen Werken, die einen Wandel in der Ästhetik der chilenischen Skulptur darstellten.

## Leben
Tótila war der Sohn von Friedrich Albert Taupp, einem deutschen Umweltwissenschaftler Berliner Herkunft, der Ende des 19. Jahrhunderts nach Chile auswanderte. Sein Vater schickte ihn 1915, mitten im Ersten Weltkrieg, an die Königliche Akademie der Künste. Dort erhielt er Zeichenunterricht bei Martin Körte und arbeitete in der Bildhauerwerkstatt von Franz Metzner, allerdings aufgrund von Meinungsverschiedenheiten mit ihm nur sechs Monate. Zuvor hatte er in Chile Agronomie an der Universität von Chile studiert, diesen Beruf jedoch nie ausgeübt. Albert Schneider, der zweisprachig Spanisch-Deutsch war, erhielt ein Stipendium der chilenischen Regierung, um sein Studium in der Weimarer Republik fortzusetzen, wo er bis zum Beginn des Zweiten Weltkriegs blieb und nach Abschluss seines künstlerischen Studiums in Europa nach Chile zurückkehrte. Er hatte sein Studium in Berlin durch Kurse in ornamentaler Bildhauerei in Italien und Frankreich ergänzt. Weitere Künstler, die seine akademische Ausbildung beeinflussten, waren Arno Nadel und Arthur Holitscher, mit denen ihn eine Freundschaft verband. Der Julius Bard Verlag veröffentlichte 1924 einen Katalog mit seinen ersten Werken.
Zurück in Südamerika unterrichtete er Bildhauerei an der Universität von Chile und gründete eine Bildhauerwerkstatt im Keller des Maru-Theaters. In Santiago heiratete er die Deutsche Emigrantin Ruth Ehrmann (1909–1969), Schwester von Henry W. Ehrmann, die er während seines Aufenthalts in Berlin kennenlernte, und bekam mit ihr eine Tochter namens Luz. Während Albert Schneider von den Bewunderern seiner Werke gelobt wurde, wurde er gleichzeitig von den konservativen und einflussreichen Teilen der damaligen chilenischen Gesellschaft stark kritisiert, insbesondere für die von ihm geschaffenen Aktskulpturen. Die Dichterin Gabriela Mistral veröffentlichte ihrerseits einen positiven Kommentar zu Alberts Werk in einer chilenischen Publikation zu Kunst und Kultur. 1940 war er einer der Gründungskünstler des chilenischen Maler- und Bildhauerverbandes.
Er beschäftigte sich nicht nur mit der Bildhauerei, sondern verfasste auch Gedichte und Zusammenfassungen künstlerischer Werke.

## Werken

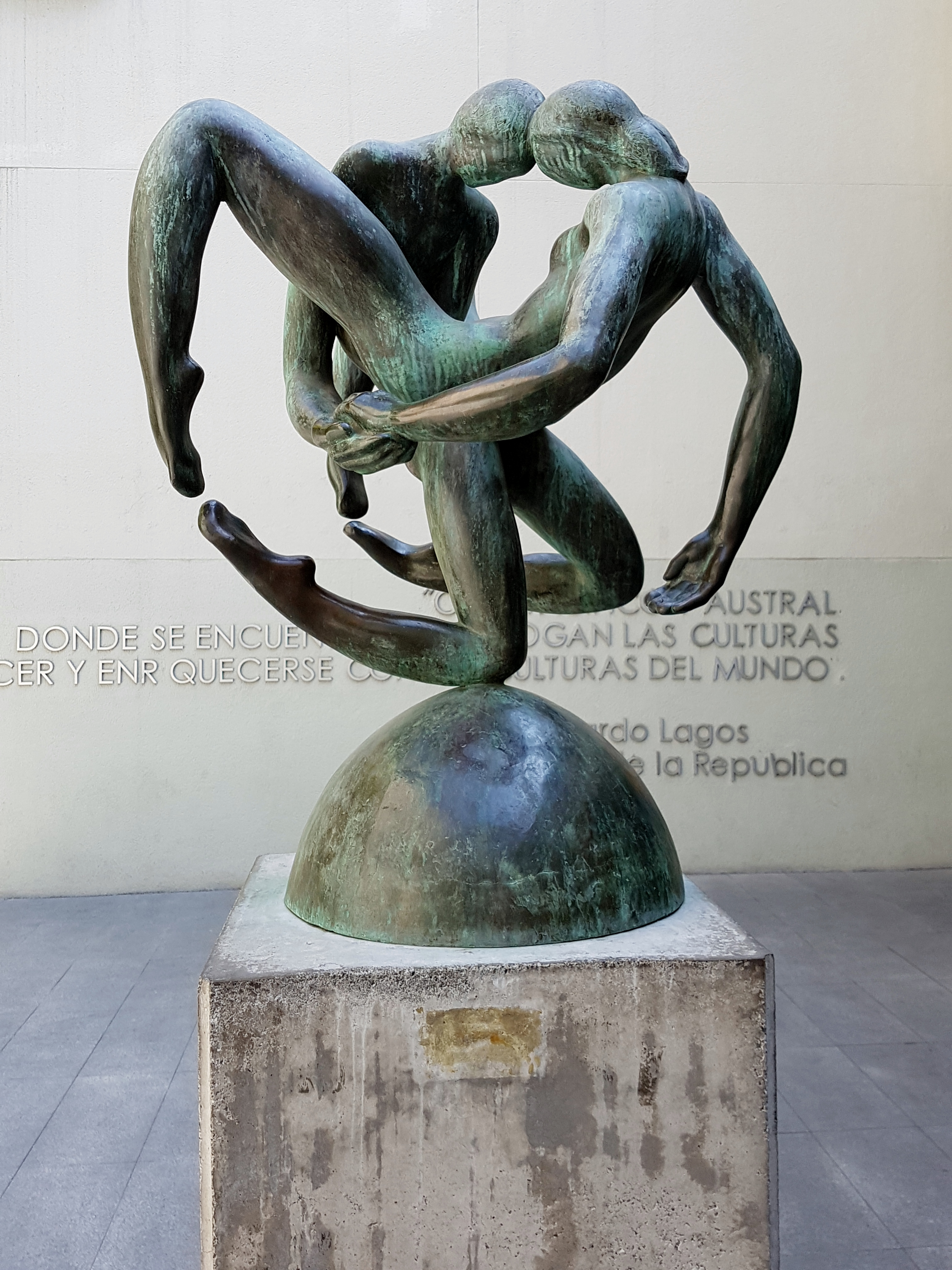
Skulptur „Die Erde“ im Kulturzentrum La Moneda

Zu seinen bekanntesten Denkmalwerken im öffentlichen Raum gehören:
- Museum für zeitgenössische Kunst von Chile, Santiago:
  - Jakob und der Engel
  - Die Erde
- Denkmal für Rodó, Balmaceda Park, Providencia, Santiago.
- Generalfriedhof von Santiago:
  - Skulptur auf dem Grab von Pedro Aguirre Cerda.
  - Skulptur aus dem Grab der Familie Kaiser.
- Skulptur auf dem Hügel Santa Lucía, Santiago.
- Skulptur im O’Higgins Park.